# Xã White Mound, Quận Jewell, Kansas
Xã White Mound (tiếng Anh: White Mound Township) là một xã thuộc quận Jewell, tiểu bang Kansas, Hoa Kỳ. Năm 2010, dân số của xã này là 40 người.